# Championnats du Luxembourg de cyclo-cross
Les championnats du Luxembourg de cyclo-cross sont des compétitions de cyclo-cross organisées annuellement afin de décerner les titres de champion du Luxembourg de cyclo-cross.
Les premiers championnats ont été disputés en 1920. Claude Michely détient le record de victoires chez les hommes avec 12 titres. 
Une compétition féminine est organisée depuis 2001. Christine Majerus a remporté les douze derniers titres.

## Palmarès masculin

### Élites
| Année | Vainqueur                  | Deuxième                   | Troisième                  |
| ----- | -------------------------- | -------------------------- | -------------------------- |
| 1920  | Félix Neyen                | Nicolas Marso              | Michel Wolff               |
| 1921  | Michel Wolff               | Nicolas Marso              | Nicolas Neu                |
| 1922  | Joseph Rasqui              | Michel Wolff               | Jean-Pierre Engel          |
| 1923  | Nicolas Frantz             | Michel Wolff               | Joseph Rasqui              |
| 1924  | Nicolas Frantz             | Jean-Pierre Engel          | Charles Krier              |
| 1925  | Jean-Pierre Engel          | Charles Krier              | Joseph Rasqui              |
| 1926  | Jean-Pierre Engel          | Nicolas Frantz             | Charles Krier              |
| 1928  | Josy Kraus                 | Justin Goedert             | Norbert Sinner             |
| 1929  | Charles Krier              | Josy Kraus                 | Jean-Pierre Muller         |
| 1930  | Josy Kraus                 | Jean-Pierre Muller         | Charles Krier              |
| 1931  | Josy Kraus                 | Jean-Pierre Muller         | Jean Ferrari               |
| 1932  | Jean-Pierre Muller         | Arnold Schaack             |                            |
| 1933  | Josy Mersch                | Jean-Pierre Muller         | Arsène Mersch              |
| 1934  | Josy Mersch                | Arsène Mersch              | Marcel Schneider           |
| 1935  | Josy Mersch                | Arsène Mersch              | Mathias Clemens            |
| 1936  | Arsène Mersch              | Josy Mersch                | Pierre Clemens             |
| 1937  | Josy Mersch                | Arsène Mersch              | Abramo Dall'Agnol          |
| 1938  | Arsène Mersch              | Abramo Dall'Agnol          |                            |
| 1939  | Arsène Mersch              | Abramo Dall'Agnol          | Joseph Bintener            |
| 1940  | Mathias Clemens            | Lucien Bidinger            | Abramo Dall'Agnol          |
| 1947  | Jean Goldschmit            | Jean Diederich             | Mathias Clemens            |
| 1948  | Jean Kirchen               | Abramo Dall'Agnol          | Marcel Poire               |
| 1949  | Roger Jacobs               | Jean Igel                  | Abramo Dall'Agnol          |
| 1950  | Roger Jacobs               | Pitty Scheer               | Jean Igel                  |
| 1951  | Roger Jacobs               | Jean Kirchen               | Pitty Scheer               |
| 1952  | Jean Kirchen               | Roger Ludwig               | Marco Thewes               |
| 1953  | Johny Goedert              | Marco Thewes               | Pity Scher                 |
| 1954  | Charly Gaul                | Johny Goedert              | Pitty Scheer               |
| 1955  | Jean Schmit                | Pitty Scheer               | Marco Thewes               |
| 1956  | Jean Schmit                | Johny Goedert              | Pitty Scheer               |
| 1957  | Jean Schmit                | Marco Thewes               | Raymond Kramp              |
| 1958  | Jean Schmit                | Marco Thewes               | Schwarz                    |
| 1959  | Marco Thewes               | Jean Schmit                | Gilbert Schmartz           |
| 1960  | Jean Schmit                | Marco Thewes               | Gilbert Schmartz           |
| 1961  | Jean Schmit                | Georges Richartz           | Robert Houdremont          |
| 1962  | Charly Gaul                | Raymond Jacobs             | Marco Thewes               |
| 1963  | Jean Schmit                | Nicolas Morn               | Jean-Pierre Witry          |
| 1964  | Nicolas Morn               | Gilbert Schmartz           | Marco Thewes               |
| 1965  | Jean Schmit                | Gilbert Schmartz           | Marco Thewes               |
| 1966  | Gilbert Schmartz           | Marco Thewes               | Roger Gilson               |
| 1967  | Nicolas Morn               | Georges Richartz           | Joseph Johanns             |
| 1968  | Nicolas Morn               | Johny Michely              | Marco Thewes               |
| 1969  | Johny Michely              | Georges Richartz           | Lucien Zeimes              |
| 1970  | Lucien Zeimes              | Johny Michely              | Roger Gilson               |
| 1971  | Lucien Zeimes              | Johny Michely              | Nicolas Morn               |
| 1972  | Lucien Zeimes              | Lucien Didier              | Johny Michely              |
| 1973  | Johny Michely              | Lucien Didier              | Lucien Zeimes              |
| 1974  | Lucien Didier              | Johny Michely              | Georges Schranz            |
| 1975  | Johny Michely              | Lucien Zeimes              | Georges Schranz            |
| 1976  | Lucien Zeimes              | Johny Michely              | L. Laurens                 |
| 1977  | Roger Gilson               | Lucien Zeimes              | Nico Ney                   |
| 1978  | Désattribué                | Lucien Zeimes              | Jean Becker                |
| 1979  | Claude Michely             | Roger Gilson               | Lucien Zeimes              |
| 1980  | Claude Michely             | Roger Gilson               | Lucien Zeimes              |
| 1981  | Claude Michely             | Lucien Zeimes              | Nico Ney                   |
| 1982  | Claude Michely             | Lucien Zeimes              | Nico Ney                   |
| 1983  | Claude Michely             | Lucien Zeimes              | Jean-Pierre Drucker senior |
| 1984  | Claude Michely             | Nico Ney                   | André Heuertz              |
| 1985  | Claude Michely             | Henri Schnadt              | Pascal Triebel             |
| 1986  | Claude Michely             | Nico Ney                   | Daniel Wirth               |
| 1987  | Claude Michely             | Jean-Pierre Drucker senior | Olivier Triebel            |
| 1988  | Claude Michely             | Jean-Pierre Drucker senior | Olivier Triebel            |
| 1989  | Claude Michely             | Jean-Pierre Drucker senior | Pascal Meyers              |
| 1990  | Claude Michely             | Olivier Triebel            | Pascal Triebel             |
| 1991  | Jean-Pierre Drucker senior | Claude Michely             | Olivier Triebel            |
| 1992  | Jean-Pierre Drucker senior | Claude Michely             | Pascal Meyers              |
| 1993  | Pascal Meyers              | Jean-Pierre Drucker senior | Laurent Wack               |
| 1994  | Pascal Triebel             | Pascal Meyers              | Virgile Maus               |
| 1995  | Pascal Triebel             | Claude Michely             | Pascal Meyers              |
| 1996  | Pascal Triebel             | Pascal Meyers              | Virgile Maus               |
| 1997  | Pascal Triebel             | Claude Michely             | Max Becker                 |
| 1998  | Pascal Triebel             | Daniel Bintz               | Marco Lux                  |
| 1999  | Daniel Bintz               | Jerome Junker              | Jean-Pierre Serafini       |
| 2000  | Pascal Triebel             | Joel Schwinninger          | Jean-Pierre Serafini       |
| 2001  | Pascal Triebel             | Gusty Bausch               | Steve Fogen                |
| 2002  | Pascal Triebel             | Christian Poos             | Jean-Pierre Serafini       |
| 2003  | Gusty Bausch               | Pascal Triebel             | Jerome Junker              |
| 2004  | Tom Flammang               | Pascal Triebel             | Gusty Bausch               |
| 2005  | Gusty Bausch               | Tom Flammang               | Pascal Triebel             |
| 2006  | Jempy Drucker              | Gusty Bausch               | Pascal Triebel             |
| 2007  | Gusty Bausch               | Pascal Triebel             | Jempy Drucker              |
| 2008  | Jempy Drucker              | Gusty Bausch               | Pascal Triebel             |
| 2009  | Gusty Bausch               | Pit Schlechter             | Tom Flammang               |
| 2010  | Jempy Drucker              | Gusty Bausch               | Pit Schlechter             |
| 2011  | Jempy Drucker              | Gusty Bausch               | Pascal Triebel             |
| 2012  | Gusty Bausch               | Christian Helmig           | Pascal Triebel             |
| 2013  | Christian Helmig           | Massimo Morabito           | Scott Thiltges             |
| 2014  | Christian Helmig           | Massimo Morabito           | Tom Flammang               |
| 2015  | Christian Helmig           | Gusty Bausch               | Vincent Dias Dos Santos    |
| 2016  | Christian Helmig           | Gusty Bausch               | Massimo Morabito           |
| 2017  | Scott Thiltges             | Pit Schlechter             | Gusty Bausch               |
| 2018  | Søren Nissen               | Gusty Bausch               | Vincent Dias Dos Santos    |
| 2019  | Vincent Dias Dos Santos    | Gusty Bausch               | Scott Thiltges             |
| 2020  | Lex Reichling              | Scott Thiltges             | Vincent Dias Dos Santos    |
| 2022  | Scott Thiltges             | Raphaël Kockelmann         | Ken Conter                 |
| 2023  | Raphaël Kockelmann         | Ken Conter                 | Cédric Pries               |
| 2024  | Loïc Bettendorff           | Raphaël Kockelmann         | Ken Conter                 |
| 2025  | Loïc Bettendorff           | Raphaël Kockelmann         | Ken Conter                 |

### Moins de 23 ans
| Année | Vainqueur          | Deuxième           | Troisième         |
| ----- | ------------------ | ------------------ | ----------------- |
| 1999  | Kim Kirchen        | Steve Fogen        | Tom Flammang      |
| 2000  | Steve Fogen        | Marc Bastian       | Marc Schiltz      |
| 2001  | Gusty Bausch       | Steve Fogen        | Benn Würth        |
| 2002  | Gusty Bausch       | Marc Ernster       | Oliver Paderhuber |
| 2003  | Marc Ernster       | Marc Schiltz       | Laurent Didier    |
| 2004  | Marc Ernster       | Benn Würth         | Laurent Didier    |
| 2005  | Jempy Drucker      | Laurent Didier     | Claude Wolter     |
| 2006  | Jempy Drucker      |                    |                   |
| 2007  | Jempy Drucker      |                    |                   |
| 2008  | David Claerebout   | Kim Michely        | David Schloesser  |
| 2010  | Pit Schlechter     |                    |                   |
| 2011  | Pit Schlechter     |                    |                   |
| 2014  | Massimo Morabito   |                    |                   |
| 2017  | Luc Turchi         | Félix Keiser       | Pit Leyder        |
| 2018  | Félix Schreiber    | Misch Leyder       | Ken Conter        |
| 2019  | Nicolas Kess       | Félix Schreiber    | Misch Leyder      |
| 2020  | Loïc Bettendorff   | Raphaël Kockelmann | Cédric Pries      |
| 2021  | Pas organisé       | Pas organisé       | Pas organisé      |
| 2022  | Loïc Bettendorff   | Mats Wenzel        | Cédric Pries      |
| 2023  | Mats Wenzel        | Mil Morang         | Loïc Bettendorff  |
| 2024  | Mats Wenzel        | Mathieu Kockelmann | Mil Morang        |
| 2025  | Mathieu Kockelmann | Mil Morang         | Noa Berton        |

### Juniors
| Année | Vainqueur               | Deuxième            | Troisième          |
| ----- | ----------------------- | ------------------- | ------------------ |
| 1994  | Benoît Joachim          | Christian Poos      | Marc Vanacker      |
| 1995  | Claude Entringer        | Christian Poos      | Frédéric Baus      |
| 1996  | Max Becker              | Tom Flammang        | Christian Theis    |
| 1997  | Steve Fogen             | Kim Schoos          | Christian Theis    |
| 1998  | Gusty Bausch            | Fränk Schleck       | Paul Majerus       |
| 1999  | Marc Bastian            | Marc Schiltz        | Benn Würth         |
| 2000  | Marc Ernster            | Benn Würth          | Bob Schoos         |
| 2001  | Marc Ernster            | Laurent Didier      | Bob Schoos         |
| 2002  | Andy Schleck            | Laurent Didier      | Ray Reuter         |
| 2003  | Jempy Drucker           | Grégory Luca        | Ray Reuter         |
| 2004  | Jempy Drucker           | David Claerebout    | Nico Schinker      |
| 2005  | Kim Michely             | David Schloesser    | David Claerebout   |
| 2006  | David Schloesser        | Luc Hammer          | Philippe Hutmacher |
| 2007  | Tom Thill               | Philippe Hutmacher  | Tom Kohn           |
| 2008  | Vincent Dias dos Santos | Max Michely         | Pit Schlechter     |
| 2009  | Bob Jungels             | Kevin Feiereisen    | Alex Kirsch        |
| 2010  | Bob Jungels             | Scott Thiltges      | Tom Schwarmes      |
| 2011  | Tom Schwarmes           | Sven Fritsch        | Ralph Gleis        |
| 2012  | Sven Fritsch            | Dan Mangers         | Alec Lang          |
| 2013  | Ken Muller              | Luc Turchi          | David Klein        |
| 2014  | Ken Muller              | Kevin Geniets       | Tom Wirtgen        |
| 2015  | Kevin Geniets           | Michel Ries         | Tom Rees           |
| 2016  | Michel Ries             | Colin Heiderscheid  | Félix Keiser       |
| 2017  | Tristan Parrotta        | Nicolas Kess        | Félix Schreiber    |
| 2018  | Nicolas Kess            | Arthur Kluckers     | Mik Esser          |
| 2019  | Loïc Bettendorff        | Mik Esser           | Mats Wenzel        |
| 2020  | Mats Wenzel             | Arno Wallenborn     | Noé Ury            |
| 2021  | Pas organisé            | Pas organisé        | Pas organisé       |
| 2022  | Mathieu Kockelmann      | Mil Morang          | Niels Michotte     |
| 2023  | Noa Berton              | Fynn Ury            | Rick Meylender     |
| 2024  | Rick Meylender          | Jonah Flammang-Lies | Yannis Lang        |
| 2025  | Jonah Flammang-Lies     | Lennox Papi         | Lenn Schmitz       |

## Palmarès féminin
| Année | Vainqueur           | Deuxième            | Troisième           |
| ----- | ------------------- | ------------------- | ------------------- |
| 1997  | Suzie Godart        |                     |                     |
| 1998  | Suzie Godart        | Veronique Raach     | Vanessa Junker      |
| 1999  | Suzie Godart        | Claude Hermann      |                     |
| 2001  | Suzie Godart        | Samantha Toschi     |                     |
| 2002  | Suzie Godart        |                     |                     |
| 2003  | Suzie Godart        | Samantha Toschi     |                     |
| 2004  | Suzie Godart        | Nathalie Lamborelle |                     |
| 2005  | Suzie Godart        | Nathalie Lamborelle | Betty Kinn          |
| 2006  | Isabelle Hoffmann   | Suzie Godart        |                     |
| 2007  | Nathalie Lamborelle | Suzie Godart        | Christine Majerus   |
| 2008  | Nathalie Lamborelle | Suzie Godart        | Christine Majerus   |
| 2009  | Suzie Godart        | Christine Majerus   | Nathalie Lamborelle |
| 2010  | Christine Majerus   | Anne-Marie Schmitt  | Alessia Merten      |
| 2011  | Christine Majerus   | Nathalie Lamborelle | Suzie Godart        |
| 2012  | Christine Majerus   | Suzie Godart        | Alessia Merten      |
| 2013  | Christine Majerus   | Suzie Godart        | Edie Antonia Rees   |
| 2014  | Christine Majerus   | Suzie Godart        | Beatrice Godart     |
| 2015  | Christine Majerus   | Suzie Godart        | Beatrice Godart     |
| 2016  | Christine Majerus   | Edie Antonia Rees   | Suzie Godart        |
| 2017  | Christine Majerus   | Nathalie Lamborelle | Suzie Godart        |
| 2018  | Christine Majerus   | Nathalie Lamborelle | Elise Maes          |
| 2019  | Christine Majerus   | Elise Maes          | Suzie Godart        |
| 2020  | Christine Majerus   | Elise Maes          | Pia Wiltgen         |
| 2022  | Christine Majerus   | Isabelle Klein      | Suzie Godart        |
| 2023  | Marie Schreiber     | Isabelle Klein      | Suzie Godart        |
| 2024  | Marie Schreiber     | Christine Majerus   | Isabelle Klein      |
| 2025  | Marie Schreiber     | Nina Berton         | Maité Berthels      |

## Sources
- Palmarès masculin sur cyclebase.nl
- Palmarès féminin sur cyclebase.nl
- Memoire-du-cyclisme.net